# Kristiņa Grizelda
Kristiņa Grizelda (Dundaga, 19 marzo 1910 – Campbellville, 2 giugno 2013) è stata una centenaria lettone nota per essere stata l'ultima parlante nativa di lingua livone.
Nata in Lettonia più precisamente a Vaide (Dundaga) come Kristina Berthold, emigrò in Svezia nel 1944, vivendo poi in Canada dal 1951. Passò gli ultimi anni della sua vita tentando di documentare la propria lingua.